# Die Herzensbrecher
Die Herzensbrecher (Originaltitel: Heartbreakers) ist ein US-amerikanisches Filmdrama aus dem Jahr 1984 von Bobby Roth mit Peter Coyote und Nick Mancuso in den Hauptrollen. Der Film lief 1985 im Wettbewerb des Sundance Film Festivals sowie der Internationalen Filmfestspiele Berlin. Die Premiere war bereits am 28. September 1984 in den USA gewesen.

## Handlung
Der Film beschreibt das Leben der beiden Freunde Blue und Eli: Blue, ein nur wenig erfolgreicher Maler erotischer Bilder, wurde von seiner Freundin verlassen, während Eli im Geschäft seines Vaters arbeitet und immer noch auf der Suche nach einer dauerhaften Partnerin ist.
Schließlich bekommt Blue die Möglichkeit, in einer Galerie zu arbeiten. Als Blue und Eli sich beide in die Galeristin Liliane verlieben und um ihre Gunst wetteifern, gerät ihre Freundschaft in Gefahr.

## Kritik
Das Lexikon des internationalen Films kritisierte, der „modisch schicke Film“ würde „seinem ernsten Thema kaum gerecht“. Ein „stellenweise rüder Dialog und die unausgewogene Mischung aus Hintergründigem und Banalem“ würden einen „zwiespältigen Eindruck“ hinterlassen. Die Filmzeitschrift Cinema sah einen „nachdenklichen Film über eine unzufriedene Yuppie-Generation mit fast europäischem Charme“. Hervorgehoben wurden die „edle Kameraarbeit“ von Michael Ballhaus, die Musik von Tangerine Dream und ein „exzellent aufspielender“ Peter Coyote. Im Fazit heißt es, der Film sei ein „cool-künstlicher, teils heiterer Seelenstriptease“.

## Auszeichnungen
- Guild of German Art House Cinemas (1985)

## Veröffentlichung
Der Film startete am 28. September 1984 in den US-Kinos und spielte fast 150.000 US-Dollar ein. In Deutschland kam er am 10. Mai 1985 in die Kinos und erreichte 22.518 Zuschauer. Im November 1985 wurde der Film auf VHS veröffentlicht.